# Anna Stroka
Anna Salomea Stroka (ur. 15 kwietnia 1923 w Markowicach, Górny Śląsk, zm. 10 lipca 2020) – polska germanistka, literaturoznawca oraz nauczyciel akademicki.

## Życiorys
Po maturze w I Liceum Ogólnokształcącym w Raciborzu (1948) rozpoczęła studia germanistyki na Uniwersytecie Wrocławskim, ukończone w 1953 roku. Po uzyskaniu promocji doktorskiej w 1962 roku została zatrudniona na uczelni jako pracownik naukowy. W 1974 roku została doktorem habilitowanym, a następnie wykładowcą Uniwersytetu Wrocławskiego. Tytuł profesorski uzyskała w 1992 będąc pracownikiem Uniwersytetu Wrocławskiego, zaś od 2002 roku była wykładowcą Wyższej Szkoły Filologicznej we Wrocławiu.
Zajmowała się badaniami oraz opracowała publikacje dotyczące śląskiego laureata literackiej Nagrody Nobla Gerharta Hauptmanna i jego brata Carla Hauptmanna. Napisała monografię na temat niemieckiej liryki oraz niemieckiego i austriackiego dramatu w okresie od XVIII do XX wieku. W 1982 roku opracowała i wydała edycję tragikomedii Szczury (Die Ratten) Gerharta Hauptmanna. Zajmowała się również redakcją i edycją kilku tomów dzieł zebranych (Sämtliche Werke) Carla Hauptmanna.
Była wieloletnim członkiem Wrocławskiego Towarzystwa Naukowego, Stowarzyszenia Germanistów Polskich, Gerhart-Hauptmann-Gesellschaft w Berlinie, Theodor Fontane Gesellschaft w Neuruppin oraz Goethe-Gesellschaft w Weimarze.

## Wybrane publikacje
- Carl Hauptmanns Werdegang als Denker und Dichter. Zakład Narodowy im. Ossolińskich, Wrocław 1965.
  - Carl Hauptmanns Werdegang als Denker und Dichter (= Hauptmanniana. cz. 2). Neisse Verlag, Drezno 2008, ISBN 978-3-940310-43-9.
- z Eugeniuszem Klinem: Die deutsche Lyrik bis zum Anfang des 20. Jahrhunderts. Wydawnictwo Naukowe PWN, Warszawa 1967.
- z Marianem Szyrockim: Das deutsche Drama des 18. Jahrhunderts. Wydawnictwo Naukowe PWN, Warszawa 1972.
- z Konradem Gajkem, Marianem Szyrockim: Das deutsche Drama des 20. Jahrhunderts. Wydawnictwo Naukowe PWN, Warszawa 1985.
- et al.: Deutsche Literatur in Polen nach dem Zweiten Weltkrieg. Zur Möglichkeit und Unmöglichkeit geistlicher Brückenbildung. Kulturstiftung der deutschen Vertriebenen, Bonn 1998, ISBN 3-88557-152-8.
- et al.: Gerhart Hauptmann w krytyce polskiej 1945–1990. Wydawnictwo Uniwersytetu Wrocławskiego, Wrocław 1992.
- Eugeniusz Tomiczek (edytor): Vita pro litteris. Festschrift für Anna Stroka. Wydawnictwo Naukowe PWN, Warszawa 1993, ISBN 83-01-11258-1.
- Geschichte der deutschen Literatur von den Anfängen bis zum Barock. Wydawnictwo Wyższej Szkoły Filologicznej, Wrocław 2018, ISBN 978-83-60097-76-2.

### Prace edytorskie i redakcyjne
- [z] Marian Szyrocki, Mieczysław Urbanowicz: Das deutsche und österreichische Drama des 19. Jahrhunderts. Wydawnictwo Naukowe PWN, Warszawa 1971.
- Gerhart Hauptmann: Die Ratten. Berliner Tragikomödie. Ernst Klett Verlag, Stuttgart 1982, ISBN 3-12-351370-X.
- [z] Eberhard Berger, Hans-Gert Roloff: Carl Hauptmann; Sämtliche Werke. Wissenschaftliche Ausgabe mit Kommentar. 1977 ff. 16 Text- und 16 Kommentarbände sowie ein Supplement. Frommann-Holzboog Verlag, Stuttgart 1997, ISBN 978-3-7728-1761-8.
- et al.: Carl Hauptmann; Sämtliche Werke. cz. VIII, 1: Späte Erzählungen. Teksty. cz. VIII, 1, Frommann-Holzboog Verlag, Stuttgart 2005, ISBN 978-3-7728-1740-3.

### Tłumaczenia
- Maciej Łagiewski: Das Pantheon der Breslauer Juden. Der jüdische Friedhof an der Lohestrasse in Breslau (Macewy mówią). Nicolai Verlag, Berlin 1999, ISBN 3-87584-884-5.
- Mieczysław Zlat: Das Rathaus zu Wrocław (Ratusz wrocławski). Zakład Narodowy im. Ossolińskich, Wrocław 1977.
- Marcin Bukowski: Der Dom zu Wrocław (Katedra Wrocławska). Zakład Narodowy im. Ossolińskich, Wrocław 1974
- Krzysztof Czarnecki: Świdnica / Schweidnitz – Ein Touristenführer. Wydawnictwo DTSK Silesia, Wrocław 1998, ISBN 83-85689-62-1.